# Pati Kremer
Pour les articles homonymes, voir Kremer.
Pati Kremer (1867-1943) est une révolutionnaire russe socialiste, une des premières militantes du Bund : Union générale des travailleurs juifs en Lituanie, en Pologne et en Russie (Bund). Elle est l'épouse d'Arkadi Kremer.

## Biographie
Pati Kremer est née Matla Srednicki, le 2 janvier 1867 à Vilnius. Elle est la fille d'un riche marchand. Dans les années 1880, elle s'installe à Saint-Pétersbourg pour étudier la médecine dentaire et s'implique dans des cercles politiques révolutionnaire. Elle prend également part à des projets d'alphabétisation et d'éducation des travailleurs. En 1889, elle est arrêtée pour la première fois. Libérée elle est retourne à Vilnus, où elle devient l'un des principaux membres et organisateurs d'un cercle juif social-démocrate, le Groupe de Vilnius avec John Mill (1870-1952) et Arkadi Kremer (1865-1935). Pati et Arkadi Kermer se marient par la suite.
Le groupe de Vilnus est l'un des précurseurs du Bund et du Parti ouvrier social-démocrate de Russie. Pati Kremer est nouveau été arrêtée en septembre 1897, et exilée à Moguilev. Il y reprend ses activités pour le compte du Bund, avec d'autres exilés politiques et des travailleurs locaux. En 1898, elle a participe secrètement  au deuxième congrès du Bund à Kovno. En 1902, elle et Arkadi (qui avait été arrêté en 1898)  fuient à l'étranger, séjournant en Grande-Bretagne, aux États-Unis, en Suisse et en France. Jusqu'en 1921, ils sont la plupart du temps en France, deviennent citoyens français, et militent à la Section française de l'Internationale ouvrière ainsi qu'au Bund.
En 1921, ils reviennent à Vilnius, où Arkadi devient le président de la branche locale du Bund. Pati Kremer travaille comme rédactrice et traductrice dans la maison d'édition de Boris Kletskin (1875-1937), militant du Bund. En 1935, à la mort de son mari, elle a commence un livre de mémoire finalement, publié à New York en 1942. Pendant l'occupation allemande de Vilna lors de la Seconde Guerre mondiale, elle est un des leaders du Ghetto de Vilnius et y organise des  bibliothèques et des réunions clandestines du Bund. Lorsque le Ghetto est rasé par les Allemands en septembre 1943, Pati Kremer fait partie des nombreuses victimes raflées, déportées au camp d'extermination de Sobibor et assassinées.